# Rittman
Rittman är en stad i Medina County, och i Wayne County, i delstaten Ohio. Orten har fått sitt namn efter järnvägsfunktionären Frederick B. Rittman. Rittman hade 6 491 invånare enligt 2010 års folkräkning.